# Gabriel Ángel Villa Vahos
Gabriel Ángel Villa Vahos (Sopetrán, 17 de junho de 1962), é o atual arcebispo da Arquidiocese de Tunja. Foi o 4º bispo da Diocese de Ocaña, eleito em 15 de maio de 2014, no qual o Papa Francisco aceita a renúncia de Dom Jorge Enrique Lozano Zafra, à igreja particular de Ocaña. Em 10 de fevereiro de 2020, foi nomeado arcebispo da Arquidiocese de Tunja, após a aposentadoria de Dom Luis Augusto Castro Quiroga depois de 22 anos como responsável por ela. Ele assumiu o cargo de Arcebispo de Tunja no dia 24 de março de 2020, em meio à crise sanitária de Covid-19.

## Biografia

### Nascimento e infância
Monsenhor Gabriel Ángel Villa Vahos nasceu em 17 de junho de 1962 em Sopetrán ( Antioquia). A 24 de junho de 1962, dia em que se celebra o nascimento de São João Batista, o Padre Dario Londoño imergiu nas águas batismais uma criança cujos pais Gabriel Villa e Lucila Vahos batizaram em homenagem ao arcanjo que anunciou à Virgem Maria o nascimento de Jesus, Gabriel Angel. Apenas 7 dias ele viu a luz deste mundo e seus pais o levaram ao templopara que nas sagradas águas do batismo, ele pudesse ver a verdadeira luz, tornando-se o Filho de Deus e um membro de sua igreja. Ele foi batizado na data em que toda a igreja ressoa de glória o Evangelho de Lucas narrando-nos a circuncisão de Batista; aquele texto do capítulo 1:66 proclama que todos ficaram maravilhados: "O que seria daquele menino? Porque a mão do Senhor era com ele?" E de forma profética, mais do que por acaso, podemos dizer que aquela exclamação que fizeram a respeito de João foi encontrada na vida de quem hoje é sucessor dos apóstolos .
Segundo a nota marginal inscrita no registo de Baptismo n.º 02021, desse mesmo ano de 1962, recebeu o sacramento da Confirmação a 15 de agosto pelas mãos do fundador dos missionários javerianos de Yarumal, o servo de Deus, Monsenhor Miguel Ángel Builes . Com apenas dois meses de vida e já estava se tornando um templo do Espírito Santo.
Seus estudos primários foram realizados em duas escolas, uma denominada Escola Rural El Pomar e Escola Urbana Luciano Carvalho, de sua cidade natal.
(Retirado da página 4 do Jornal Lumen da Diocese de Ocaña agosto - setembro 2014)

### Vocação para o sacerdócio
Depois de terminar os estudos primários e começar a sentir no coração o desejo de consagrar a sua vida a Deus no sacerdócio ministerial , quis responder ao chamado que Deus lhe fez. Decidiu então, como diz o santo Evangelho , deixar pai e mãe para seguir Jesus Cristo , mudando-se para Santa Rosa de Osos , capital da Diocese, e assim iniciar seus estudos secundários .
Recebeu a Ordenação Sacerdotal o 25 de outubro de 1989, incardinándo-se na Diocese de Santa Rosa de Osos. Após sua ordenação, foi enviado para estudar Teologia Dogmática na Pontifícia Universidade Gregoriana, em Roma, onde obteve sua licença em 1998 .
No exercício do seu ministério sacerdotal, desenvolveu os seguintes esforços pastorais:
- Vigário paroquial em Sopetrán (1989-1991)
- Professor e formador do Seminário Maior Santo Tomás de Aquino de Santa Rosa de Osos (1991-1996)
- Estudante da Pontifícia Universidade Gregoriana de Roma (1996-1998)
- Formador do Seminário Maior Santo Tomás de Aquino de Santa Rosa de Osos (1998-2001)
- Pároco de Yarumal (2002)
- Reitor do Seminário Maior Santo Tomás de Aquino de Santa Rosa de Osos (2003-2006);
- Diretor do Departamento de Ministérios Hierárquicos da Conferência Episcopal da Colômbia (2006-2009)
- Pároco de Nossa Senhora do Carmen em Yarumal (2010)
- Vice-reitor da Fundação da Universidade Católica do Norte em Santa Rosa de Osos (2010)
- Administrador Diocesano de Santa Rosa de Osos (dezembro de 2010 - agosto de 2011)
- Vigário da Pastoral na Diocese de Santa Rosa de Osos ( 2011 - 2012 )
- Secretário Executivo da Seção de Vocações e Ministérios Jerárquicos do CELAM ( janeiro de 2012 - até o momento)
- Quarto Bispo de Ocaña ( agosto de 2014 - fevereiro de 2020)
- Arcebispo de Tunja (24 de março de 2020 - em exercício) [2]